# Dolomedes tenebrosus
Dolomedes tenebrosus là một loài nhện trong họ Pisauridae.
Loài này thuộc chi Dolomedes. Dolomedes tenebrosus được Nicholas Marcellus Hentz miêu tả năm 1844.

## Hình ảnh

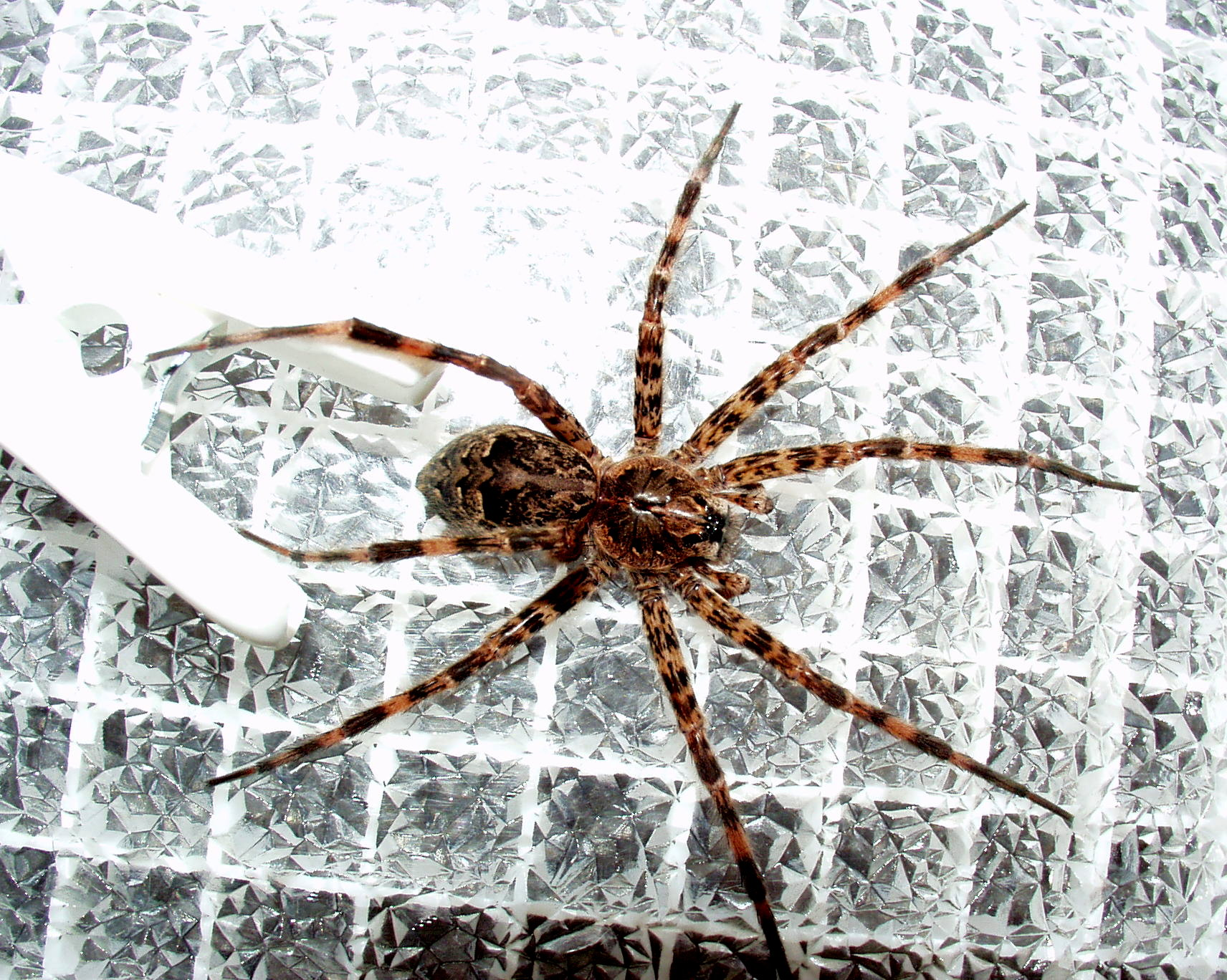
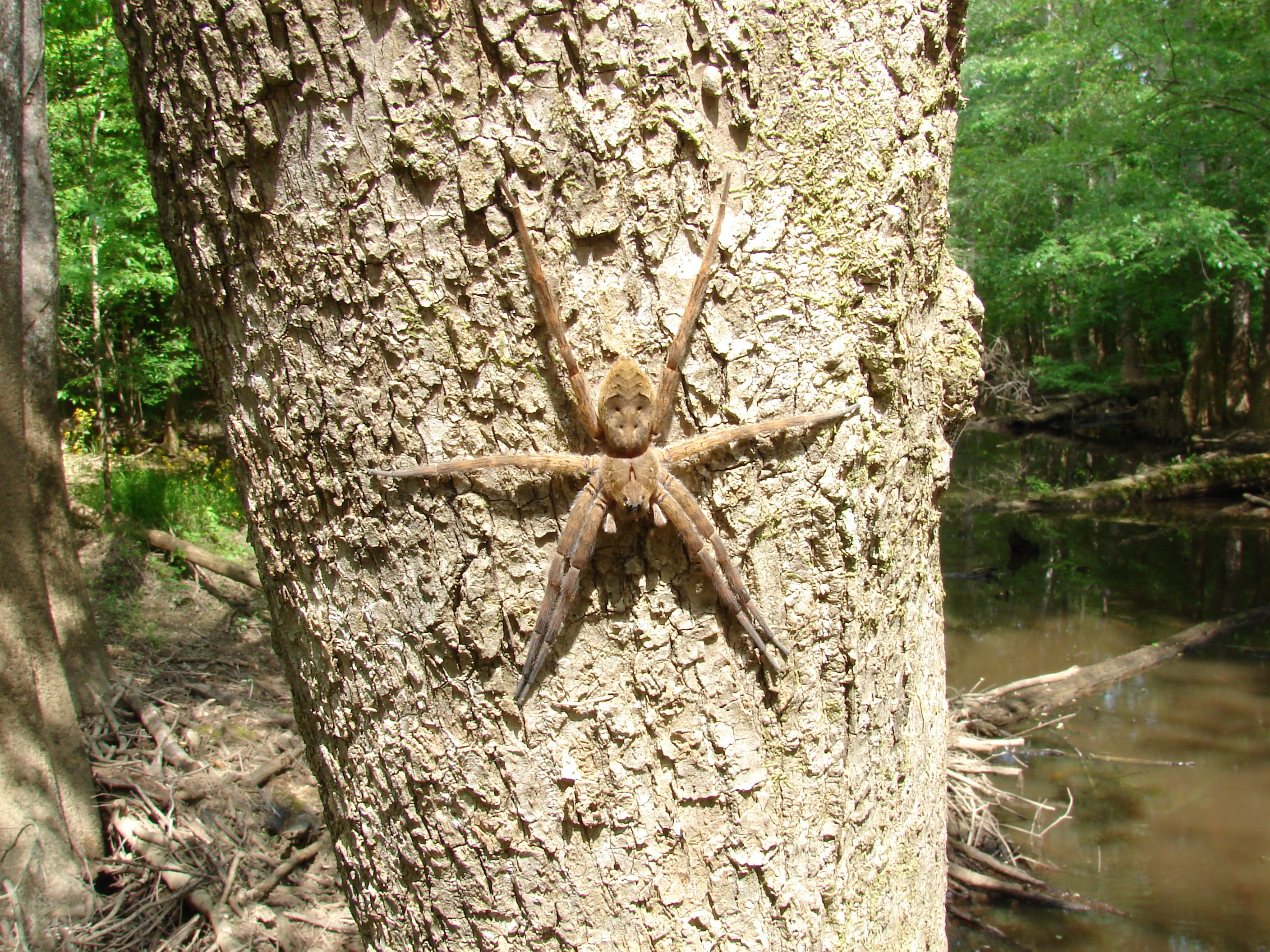
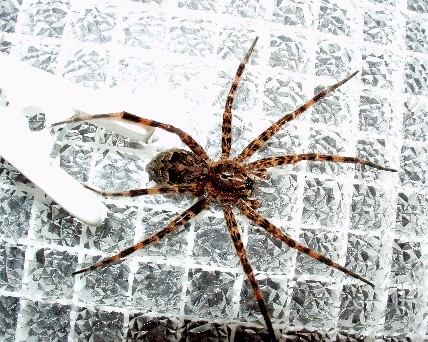
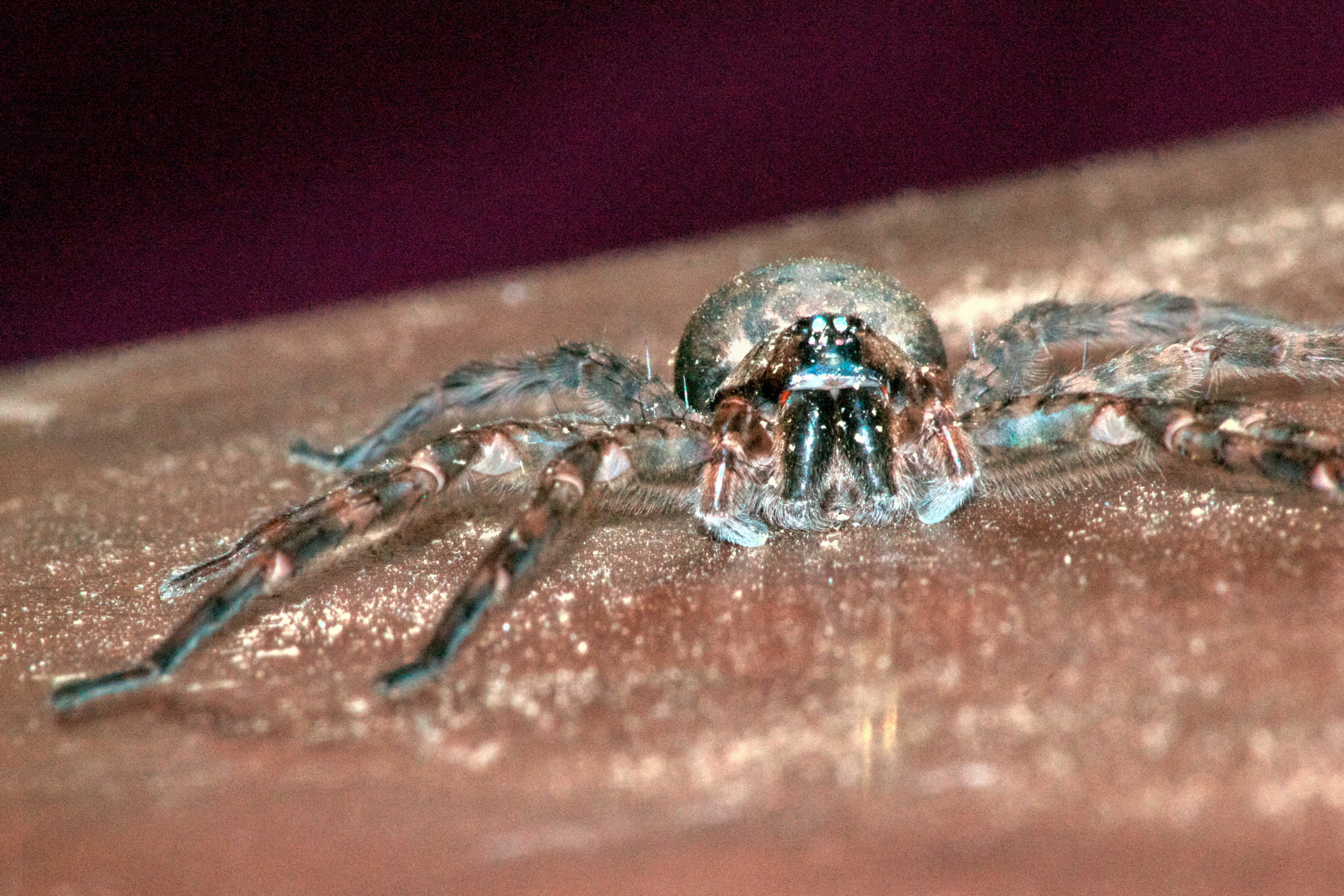